# Les Folles Aventures de Bill et Ted
Série Bill & Ted
L'Excellente Aventure de Bill et Ted
(1989) Bill et Ted sauvent l'univers
(2020)
Pour plus de détails, voir Fiche technique et Distribution.
Les Folles Aventures de Bill et Ted ou La Prétendue Aventure de Bill et Ted au Québec est une comédie de science-fiction américaine réalisée par Peter Hewitt, sortie en 1991. Il s'agit de la suite de L'Excellente Aventure de Bill et Ted (Bill & Ted's Excellent Adventure) sorti deux ans plus tôt.

## Synopsis
En 2691, le terrible Chuck De Nomolos sème le chaos dans l'univers futur basé sur la musique du groupe de Bill et Ted, Wyld Stallyns. De Nomolos envoie des doubles maléfiques robotiques pour voyager dans le temps et assassiner les deux jeunes rockeurs. Pendant ce temps, Bill et Ted mènent leur vie avec leurs deux petites amies, les anciennes princesses Elizabeth et Joanna. Ils ignorent la menace planant sur eux et doivent participer à une battle de groupes de rock. Bill et Ted sont tués par leurs doubles et rencontrent alors la « Grande Faucheuse » (Grim Reaper en VO). Ils vont devoir tout faire pour contrer les plans du tyran et réintégrer le monde des vivants.

## Fiche technique
Sauf indication contraire, les informations mentionnées dans cette section peuvent être confirmées par la base de données cinématographiques IMDb,  présente dans la section « Liens externes ».
- Titre français : Les Folles Aventures de Bill et Ted
- Titre québécois : La Prétendue Aventure de Bill et Ted
- Titre original : Bill and Ted's Bogus Journey
- Réalisation : Peter Hewitt
- Scénario : Chris Matheson et Ed Solomon
- Musique : David Newman
- Photographie : Oliver Wood
- Montage : David Finfer (en)
- Production : Scott Kroopf

Coproducteurs : Paul Aaron, Chris Matheson, Ed Solomon et Erwin Stoff
Producteurs délégués : Robert W. Cort, Ted Field et Rick Finkelstein
- Sociétés de production : Nelson Entertainment et Interscope Communications
- Société de distribution : Orion Pictures (États-Unis), Pathé Distribution (France)
- Pays d'origine :  États-Unis
- Langue originale : anglais
- Budget : 20 000 000 $
- Format : Couleur - 35 mm - 1.85:1 - son Dolby SR
- Genre : comédie, science-fiction
- Durée : 90 minutes
- Dates de sortie[1] :
  -  États-Unis : 19 juillet 1991
  -  France : 16 juin 1993

## Distribution
- Keanu Reeves (VF : Eric Legrand) : Ted « Theodore » Logan
- Alex Winter : Bill S. Preston, Esq.
- William Sadler : la Mort (Grim Reaper en VO) / le père anglais regardant la battle
- Joss Ackland : Chuck De Nomolos
- Annette Azcuy : Elizabeth
- Sarah Trigger : Joanna
- Pam Grier : Mme Wardroe
- George Carlin : Rufus
- Hal Landon Jr. : le capitaine Logan
- Chelcie Ross : le colonel Oats
- Amy Stock-Poynton (en) : Missy
- Hal Landon Sr. : Thomas Edison
- Robert Noble : Jean-Sébastien Bach
- Jim Martin : lui-même
- Frank Welker : plusieurs voix
- Taj Mahal : le gardien de la porte du paradis
- Primus : eux-mêmes
- Peter Hewitt : le fumeur (caméo, crédité sous le nom de Max Magenta)
- Chris Matheson et Ed Solomon : les deux hommes attendant à la séance de Missy (caméos)

 Source et légende : version française (VF) sur RS Doublage

## Production
Le film devait s'intituler Bill and Ted go to Hell (« Bill et Ted vont en enfer ») mais cela a été changé pour ne pas choquer certains Américains par l'utilisation du mot « enfer ». La réalisation est proposée à Stephen Herek, à l’œuvre sur le premier film, mais il refuse. Le poste est finalement confié au débutant Peter Hewitt, repéré pour son court métrage The Candy Show (1989) qui a obtenu le British Academy Film Award du meilleur court métrage en 1990.
Le tournage a lieu de janvier à avril 1991. Il se déroule en Californie, notamment dans le parc national de Vasquez Rocks, à Los Angeles (usine de traitement des eaux usées de Tillman, Northridge, vallée de San Fernando, etc.) ou encore dans les studios de Santa Clarita.

## Bande originale
Bandes originales de Bill & Ted
L'Excellente Aventure de Bill et Ted
(1989) Bill and Ted Face the Music
(2020)
Comme pour le premier film, la musique du film est composée par David Newman. La bande originale sortie en 1991 chez Interscope Records contient des chansons rock du film. Les compositions David Newman ne seront édités en CD qu'en 2007 par Intrada Records.
Le solo de guitare tiré du morceau God Gave Rock 'n' Roll to You II de Kiss est joué par Steve Vai.
Liste des titres
1. Slaughter : Shout It Out Loud
2. Winger : Battle Station
3. Kiss : God Gave Rock 'n' Roll to You II'
4. Neverland : Drinkin' Again
5. Richie Kotzen : Dream Of A New Day
6. Steve Vai : The Reaper
7. Faith No More : The Perfect Crime
8. Megadeth : Go To hell
9. Primus : Tommy The Cat
10. King's X : Junior's Gone Wild
11. Love On Ice : Shotdown
12. Steve Vai : The Reaper Rap

## Accueil

### Critique
Le film reçoit des critiques partagées. Sur l'agrégateur américain Rotten Tomatoes, il récolte 54% d'opinions favorables pour 50 critiques et une note moyenne de 5,93⁄10. Sur Metacritic, il obtient une note moyenne de 60⁄100 pour 10 critiques.
Desson Howe du The Washington Post décrit le film comme un « voyage divertissant et surréaliste » et le trouve « plus drôle et vivant que le premier film ». Janet Maslin du New York Times écrit notamment « amusant, mais bâclé et trop compliqué ». Le célèbre critique américain Roger Ebert, qui n'avait pas vu le premier film, lui donne la note de 3⁄4. Dave Kehr, du Chicago Tribune, lui donne la même note. Il note qu'il est inhabituel pour un tel film de faire référence à Ingmar Bergman et que le film est un plaisir à regarder. Un autre journaliste du Tribune, Gene Siskel le note 2,5⁄4, tout en trouvant ce film meilleur que le premier. Leonard Maltin le note également 2,5⁄4. Dans Variety, on peut notamment lore que le film compte des « moments de triomphe, mais ce n'est pas assez pour tenir la durée ».

### Box-office
Aux États-Unis et au Canada, le film enregistre 38 037 513 $ de recettes.

## Distinctions
Lors des Saturn Awards 1992, William Sadler est récompensé par le prix du meilleur acteur dans un second rôle. Richard Yuricich et Kevin Yagher sont par ailleurs nommés pour les meilleurs effets spéciaux.

## Comics
Pour coincider avec la sortie du film, Marvel Comics publie une adaptation one-shot en comic book. Écrite et dessinée par Evan Dorkin, cette adaptation est basée sur le scénario original du film et inclut ainsi plusieurs scènes coupées du film. Après le succès de cette publication, Marvel commande une série spin-off, Bill & Ted's Excellent Comic Book (en), publiée entre 1991 et 1992, toujours écrite et dessinée par Evan Dorkin, assisté par les dessinateurs Marie Severin et Stephen DeStefano (en). La série connait 12 volumes composés d'intrigues inédites.

## Commentaires
- Le nom de famille du méchant incarné par Joss Ackland, De Nomolos, est le nom du coscénariste Ed Solomon à l'envers[3].
- Quand Bill et Ted s'adressent à Dieu, on peut voir deux statues représentant Michael Powell et David Niven en référence au film Une question de vie ou de mort (1946). Le titre américain de ce film est Stairway to Heaven (« escalier pour le paradis ») et également une chanson de Led Zeppelin[3].
- La Mort dit face au père de Ted « Book em, Danno », une réplique célèbre de la série télévisée Hawaï police d'État[3].
- En 1994, William Sadler incarnera à nouveau le Grim Reaper dans un épisode de la saison 6 de la série Les Contes de la crypte[3].
- Le personnage incarné par Pam Grier est Mme Wardroe. Dans le premier film, des professeurs s'appelaient M. Ward et Mme Rowe[3].
- William Sadler, qui joue la Mort, apparait également dans la peau d'un père de famille anglais regardant la battle de rock à la télévision. Il y apparait aux côtés de sa femme Marni Joan Bakst et de sa fille Sadler Colley Bakst[3].

## Suite
En 2018, un troisième volet, intitulé Bill et Ted sauvent l'univers, réalisé par Dean Parisot, sort en 2020.